# Streethay
Streethay är en by och civil parish i distriktet Lichfield, i grevskapet Staffordshire i England. Byn hade 2 163 invånare år 2021. Streethay var en civil parish 1866–2009 när blev den en del av Fradley and Streethay. Civil parish har 1 111 invånare (2001). Civil parishen inrättades den 1 april 2023.